# George Dickie
Pour les articles homonymes, voir Dickie.
George Dickie, né le 12 août 1926 à Palmetto (Floride) et mort le 24 mars 2020 à Bradenton (Floride), est un philosophe américain, spécialiste d'esthétique et de critique d'art.
Professeur émérite à l'université de l'Illinois à Chicago, il est l'un des représentants les plus influents de la philosophie analytique, et notamment de l'esthétique analytique.
Il est notamment connu pour sa théorie institutionnelle de l'art. Il défend la thèse selon laquelle « les œuvres d’art sont de l’art en conséquence de la place qu’elles occupent au sein d’une pratique établie, à savoir le monde de l’art. »

## La théorie institutionnelle de l'art
La théorie institutionnelle de l'art, développée par George Dickie, affirme que c'est le monde de l'art (artworld) qui confère le statut d’œuvre d'art à un objet.

## Publications

### Livres
- Aesthetics: An Introduction, Pegasus, 1971
- Art and the Aesthetic: An Institutional Analysis, Cornell University Press, 1974
- The Art Circle, Haven Publications, 1984
- Evaluating Art, Temple University Press, 1988
- The Century of Taste, Oxford University Press, 1996
- Introduction to Aesthetics: An Analytic Approach, Oxford University Press, 1997
- Art and Value, Blackwell, 2001

### Articles notoires
- “The Myth of the Aesthethic Attitude”, The American Philosophical Quarterly, Vol. 1, n°3, 1964, pp. 56-65
- “Defining art”, The American Philosophical Quarterly, Vol. 6, n°3, 1969, pp. 253-256
- “Defining art II”, Contempory Aesthetics, dir. Matthew Lipman, Allyn &. Bacon Inc., 1973

- “Beardsley's Phantom Aesthetic Experience”, The Journal of Philosophy, n°62, 1965, pp. 129-136

### Articles traduits en français
- « Le mythe de l'attitude esthétique », traduit de l'anglais au français par Danielle Lories, Philosophie analytique et esthétique, dir. Danielle Lories, Klincksieck, 1988, pp. 115-134
- « Beardsley et le fantôme de l'expérience esthétique », traduit de l'anglais au français par Danielle Lories, Philosophie analytique et esthétique, dir. Danielle Lories, Klincksieck, 1988, pp. 135-142
- « Définir l'art », traduit de l'anglais au français par Claude Hary-Schaeffer, Esthétique et Poétique, dir. Gérard Genette, Édition du Seuil, 1992, pp. 9-32
- « La nouvelle théorie institutionnelle de l'art » (1983), traduit de l'anglais au français par Barbara Turquier et Pierre Saint-Germier, Tracés, Revue de sciences humaines, 17, 2009, p. 211-227.